# 주문진항
주문진항(注文津港)은 강원특별자치도 강릉시 주문진읍의 항구이다. 1927년에 개항하였으며 한국에서 가장 오래된 국가어항이다. 920미터의 방파제, 799미터의 방사제와 돌제, 1,140미터의 물양장, 827미터의 호안·월류제 등의 시설물을 갖추면서 항내수면적이 21만 제곱미터에 달한다.

## 사진

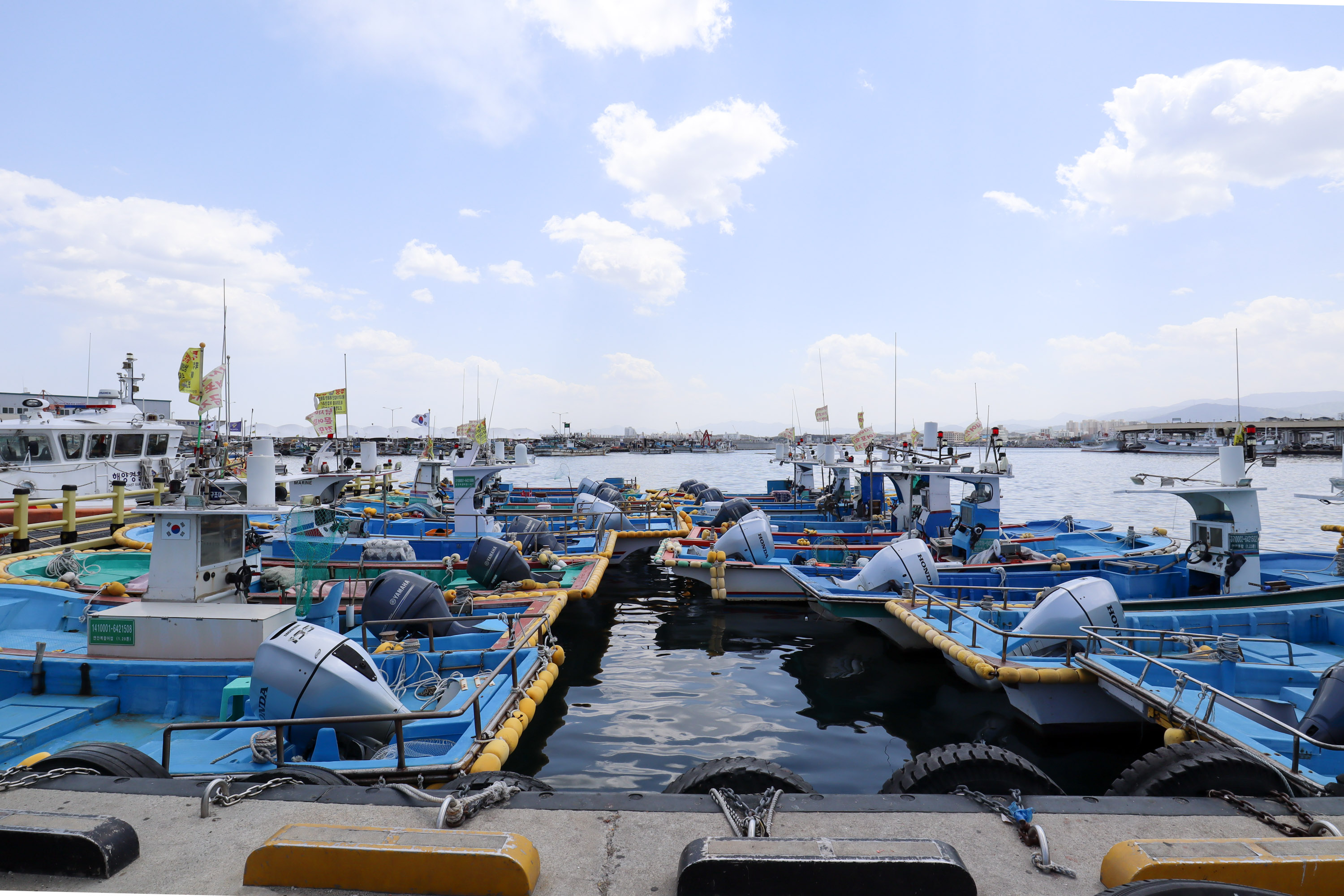
주문진항 어선
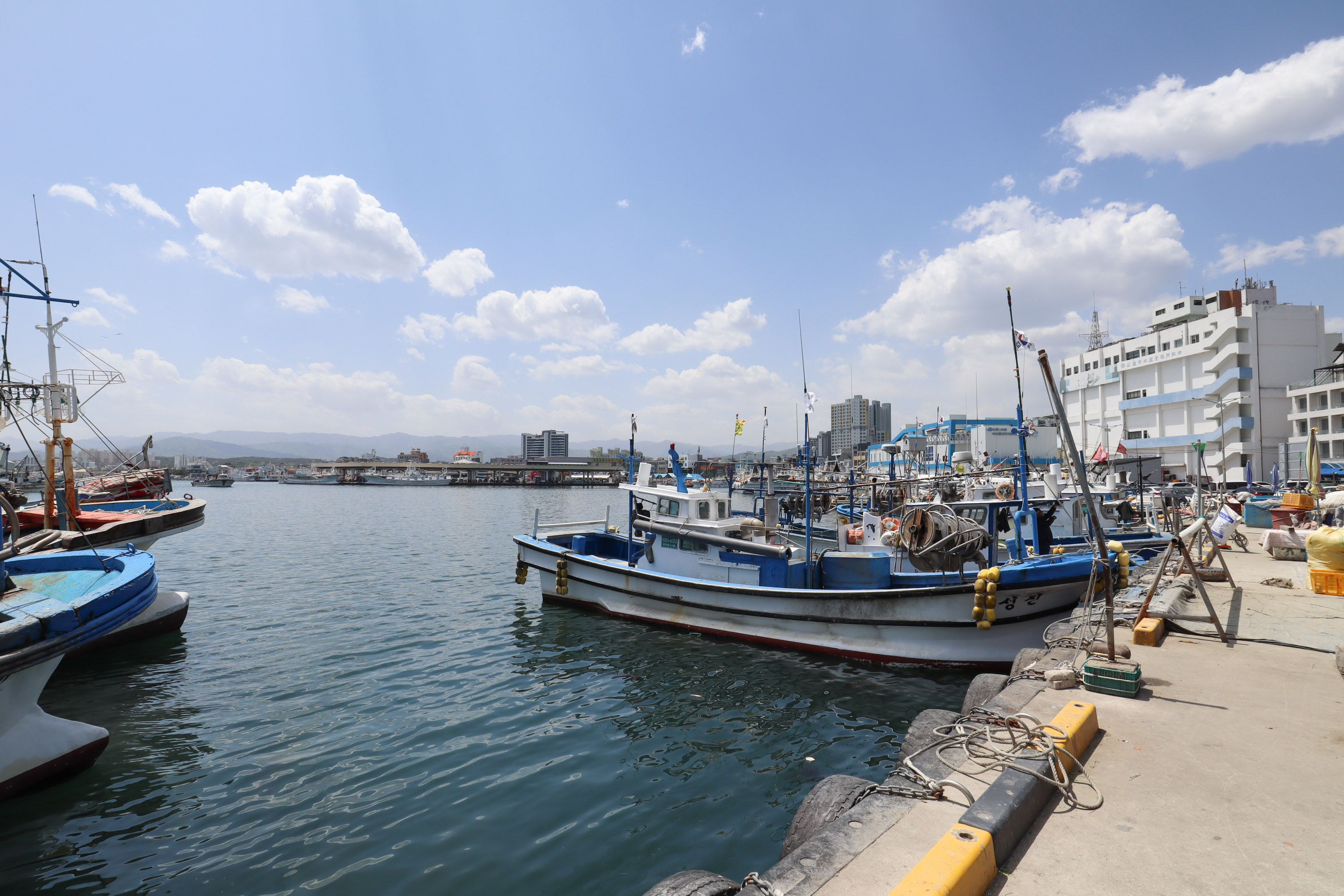
주문진항 어선
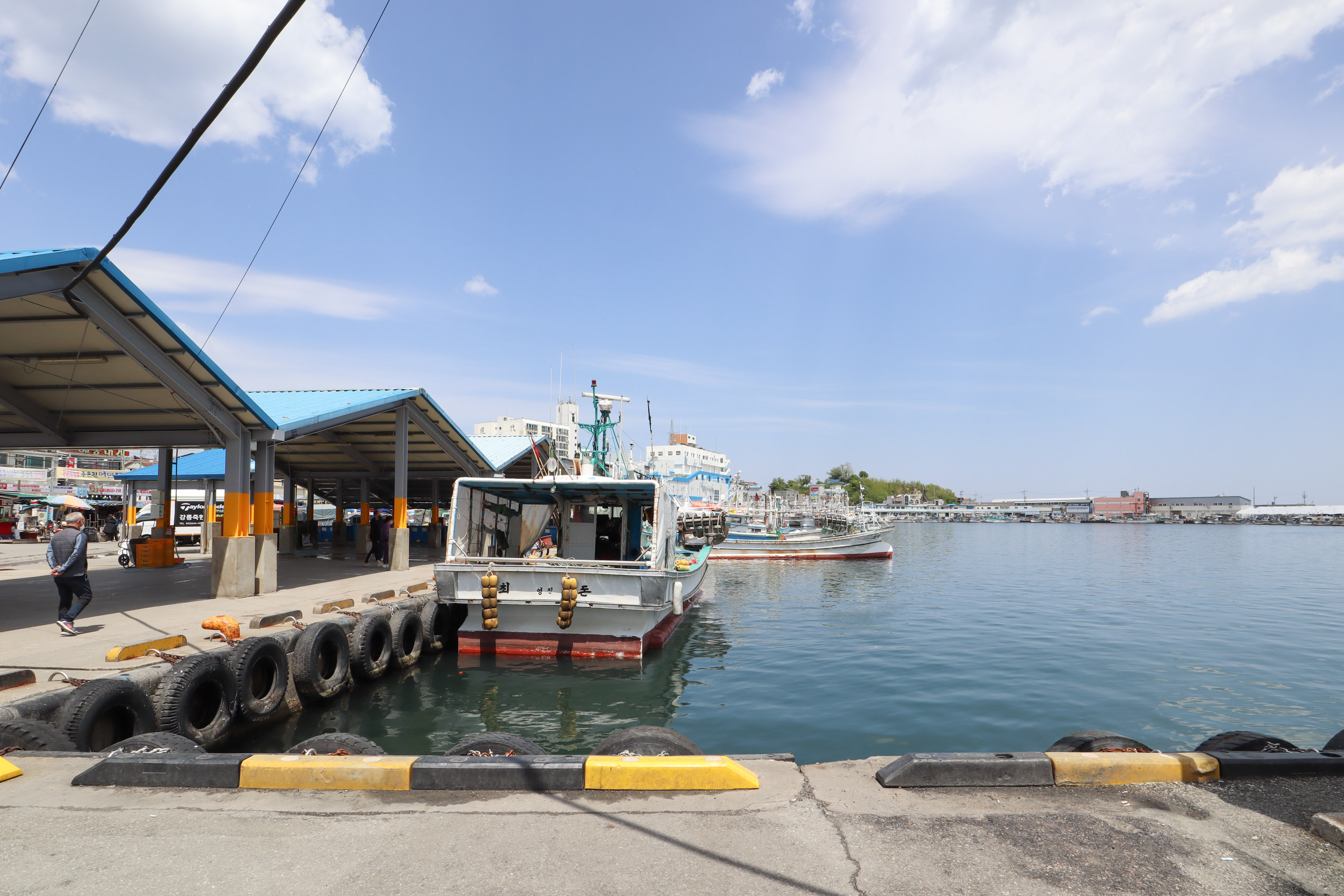
주문진항
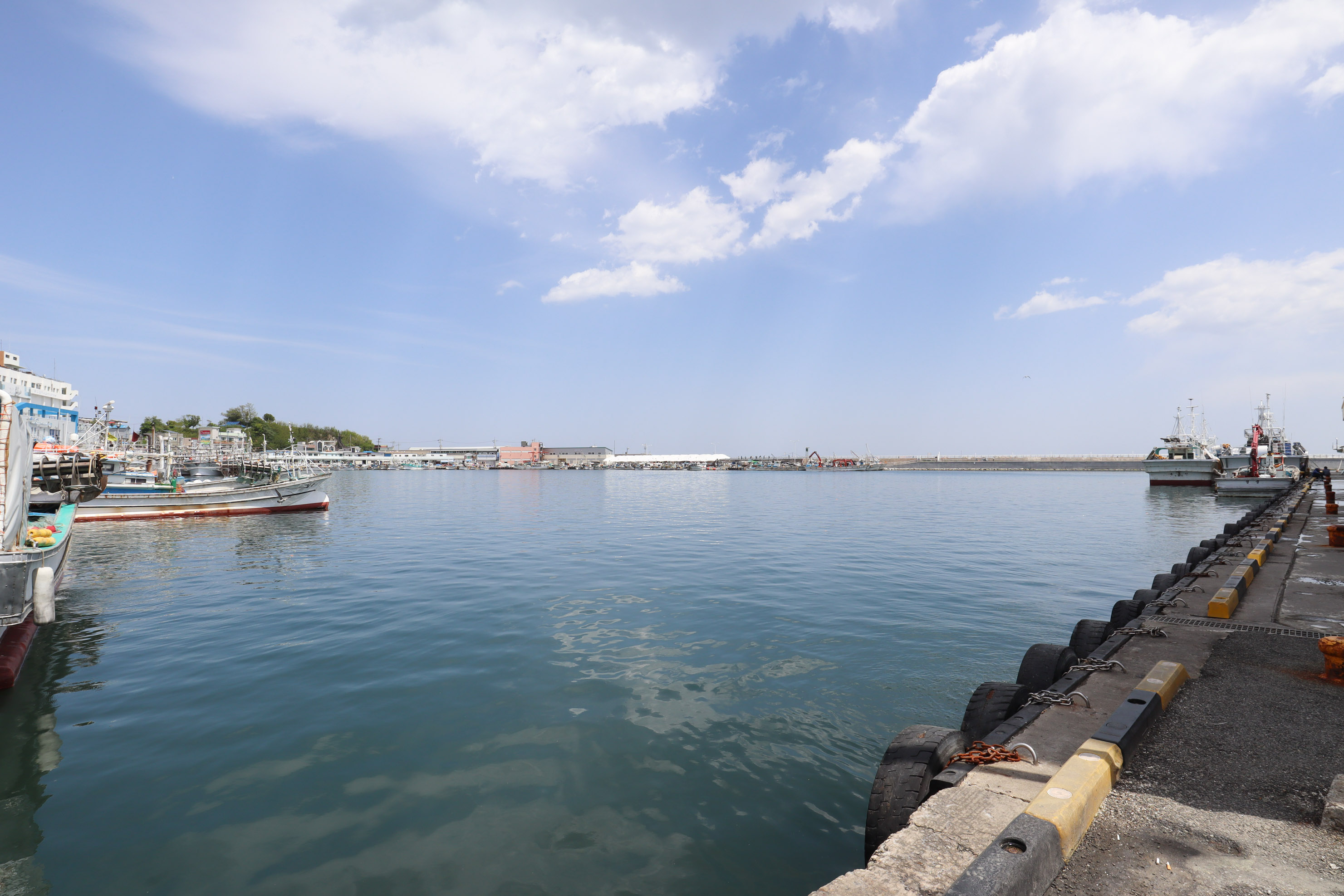
주문진항
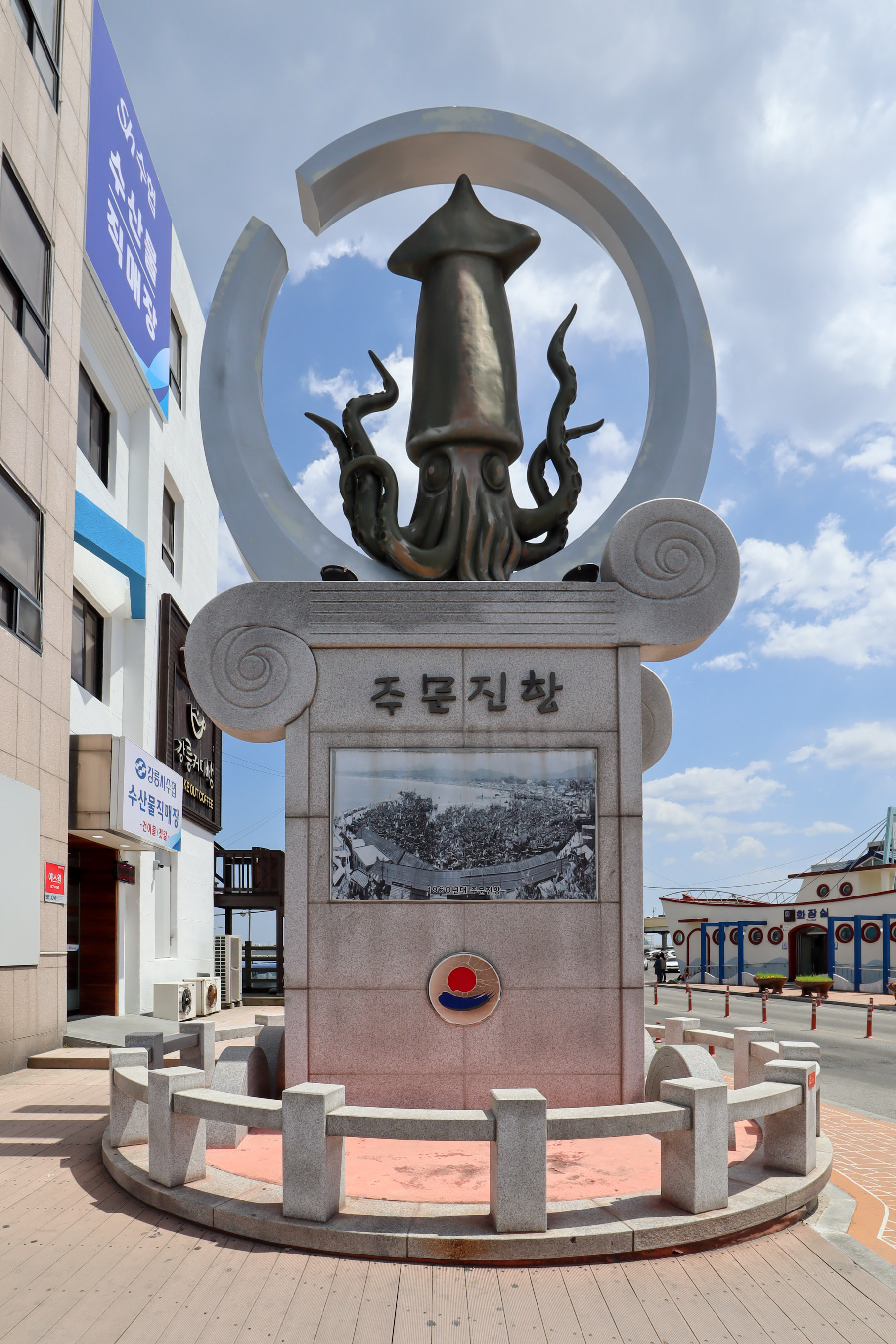
주문진항 오징어 조각상